# Parartemia contracta
Parartemia contracta là một loài giáp xác trong họ Parartemiidae.